# Мукуна жгучая
Муку́на жгу́чая (лат. Mucūna prūriens) — травянистое растение; вид рода Мукуна семейства Бобовые (Fabaceae).
Мукуна жгучая родом из Африки и Азии, широко акклиматизирована; известна также как «бархатные бобы», «стизолобиум жгучий». Культивируется как зернобобовая культура.

## Распространение и среда обитания

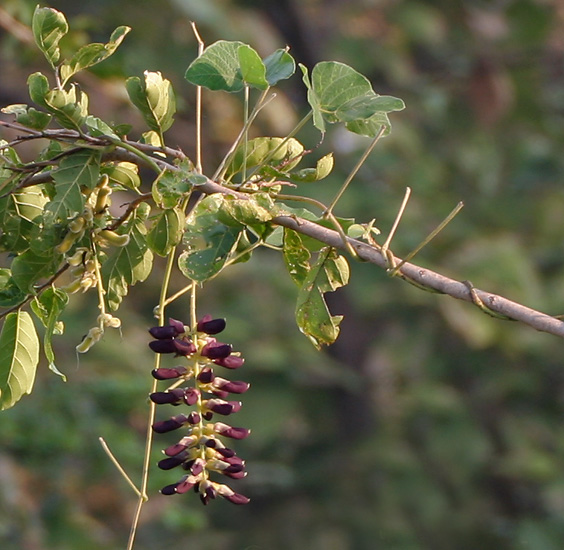
Бархатные бобы в дикой природе Кавальский заповедник, Индия.

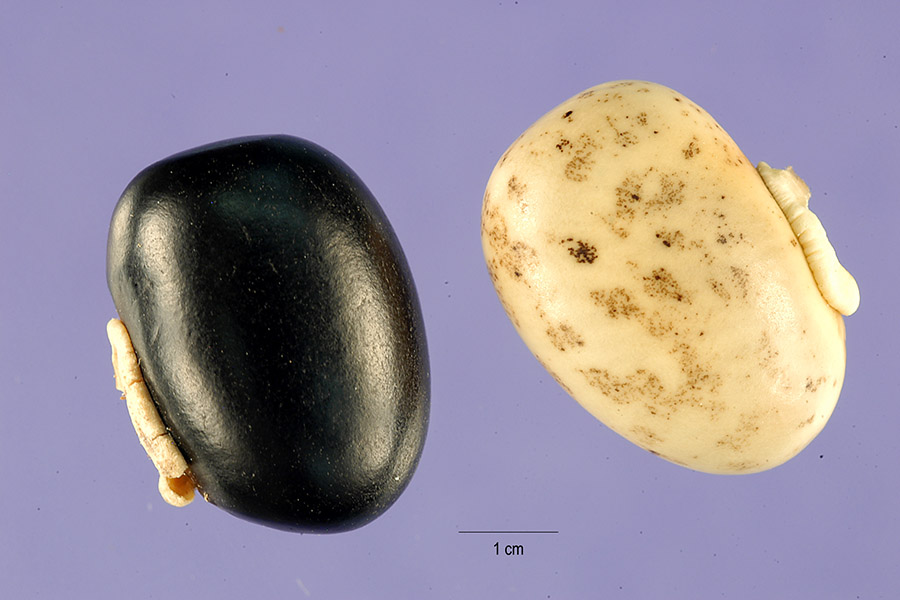
Семена двух разных цветов мукуны жгучей

Ареал охватывает почти всю Африку за исключением севера, Мадагаскар и тропическую Азию.
Распространилась почти повсюду в мире. Выращивается в культуре.

## Ботаническое описание

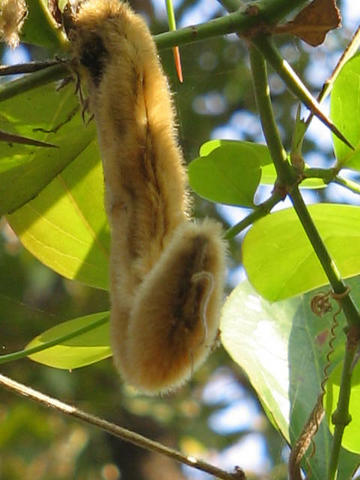
Бобы мукуны жгучей с семенами

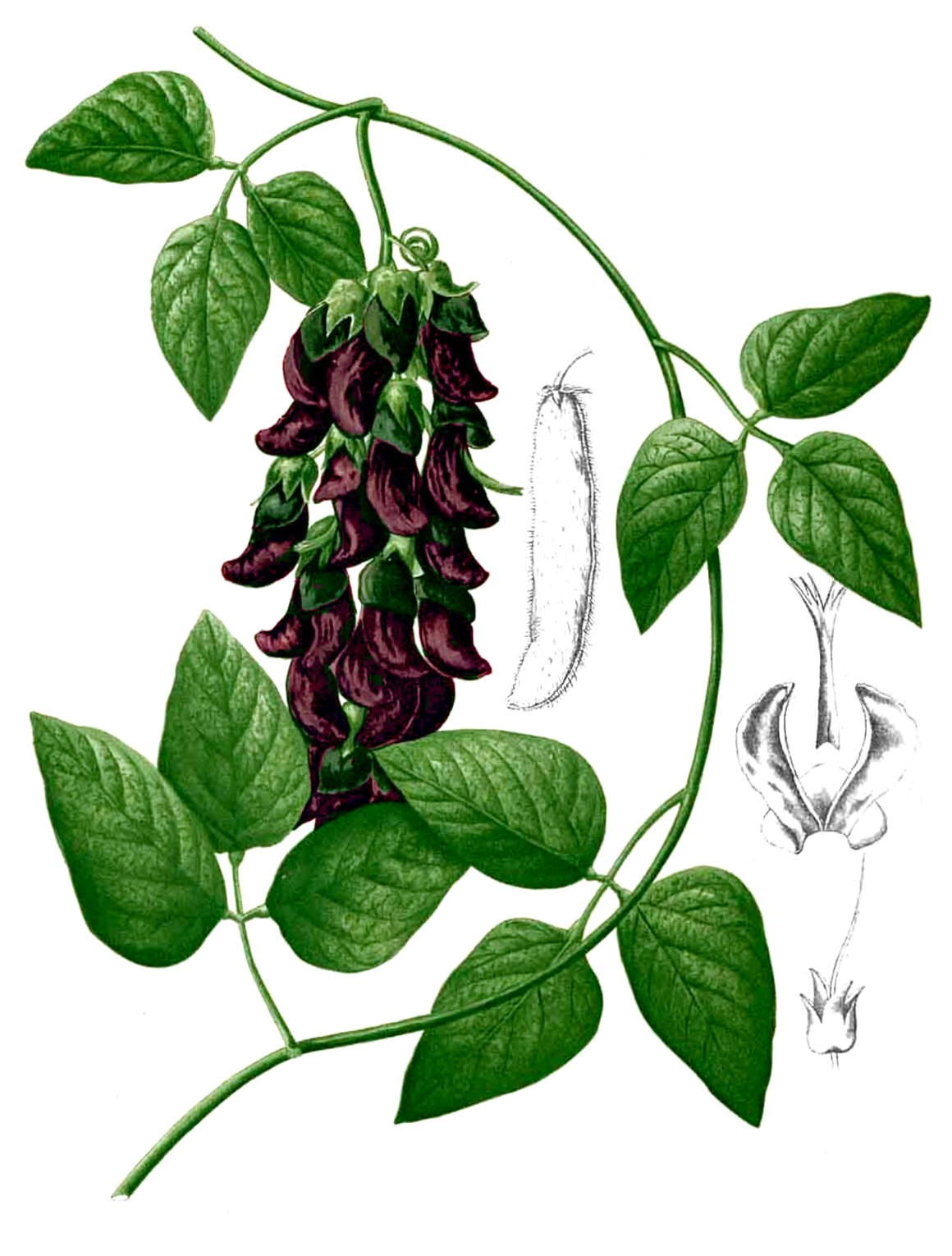

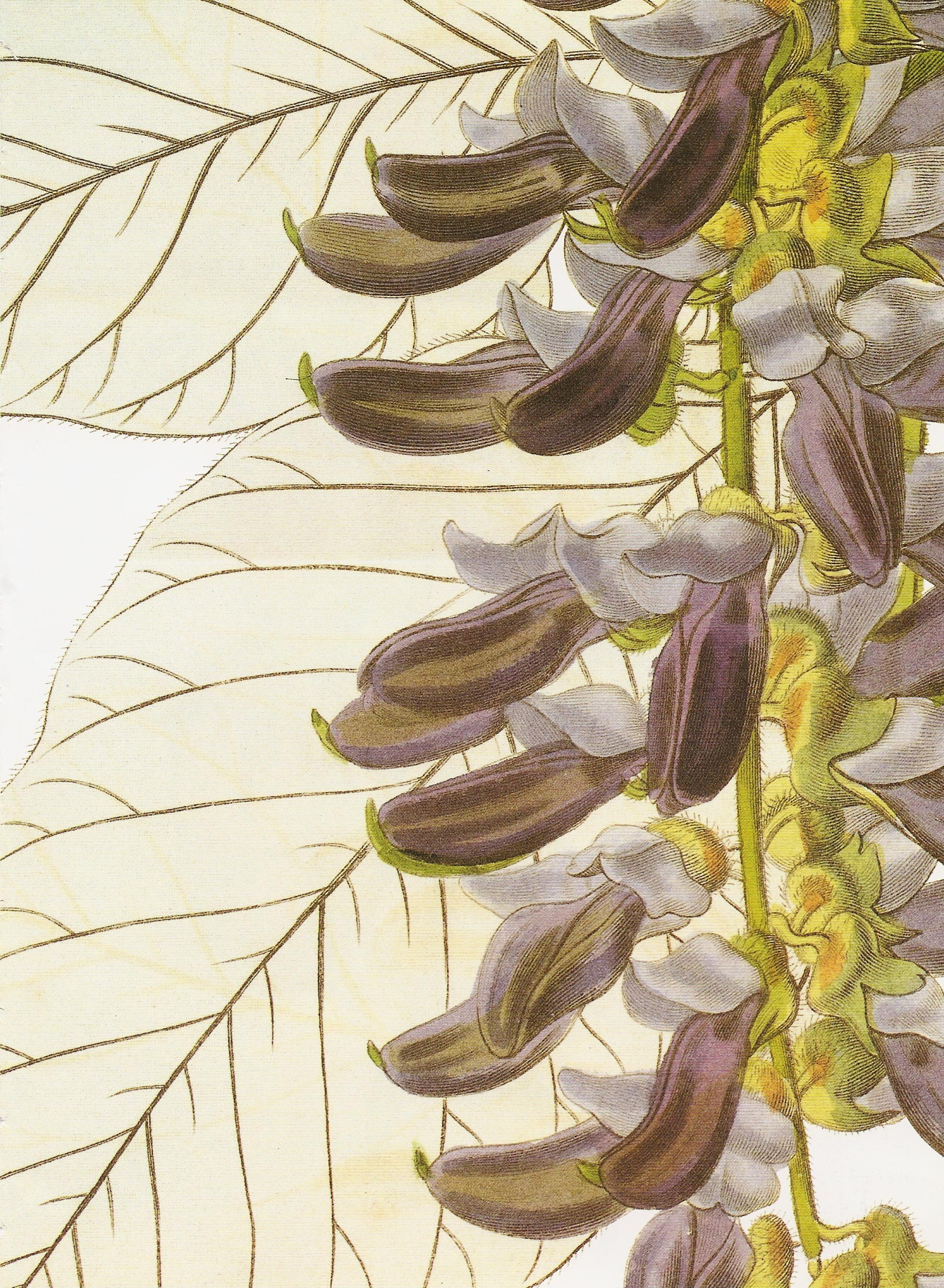
Mucuna pruriens цветы (цветная гравировка).

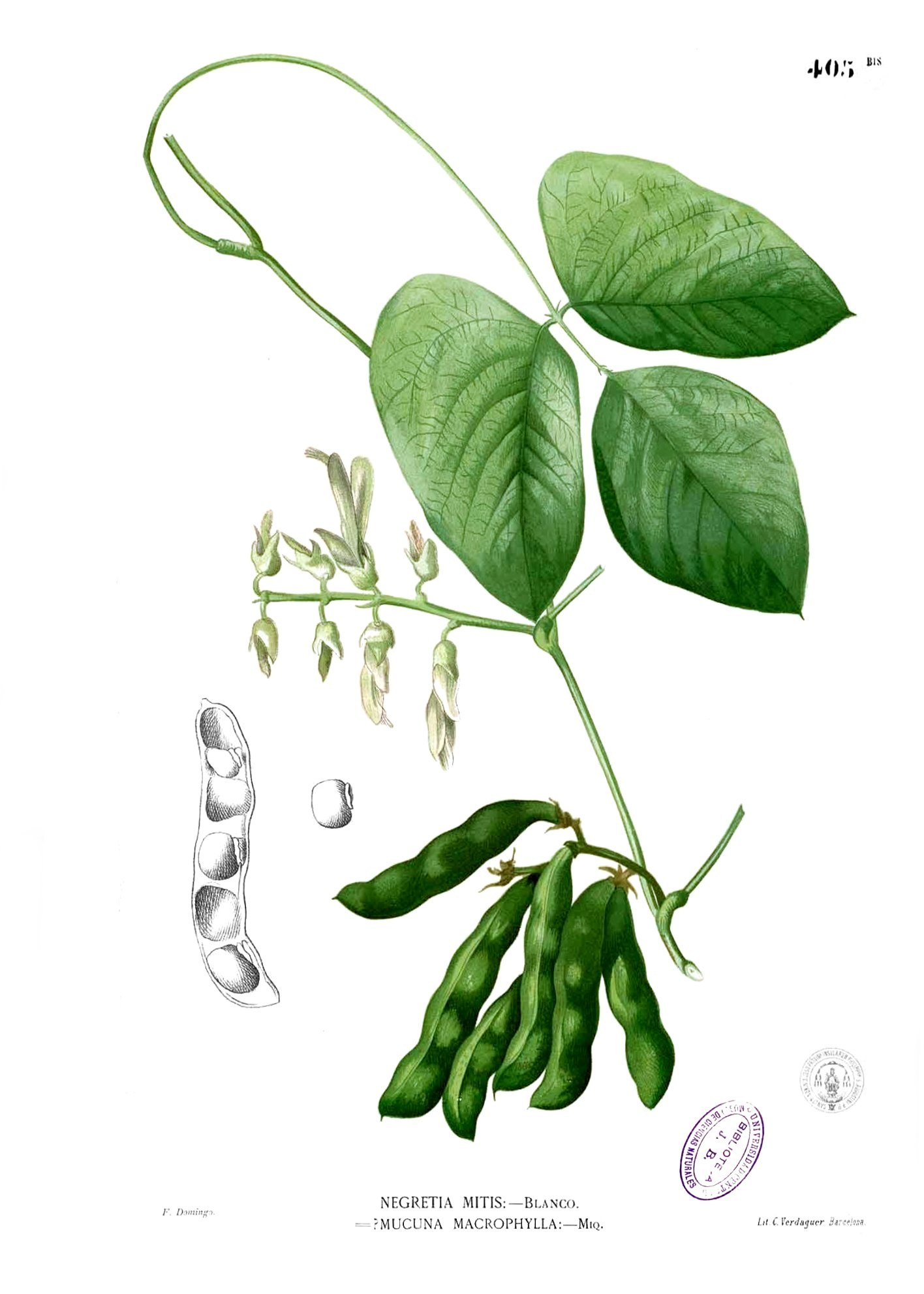
Mucuna pruriens — Литография Франциско Мануэля Бланко.

Многолетнее растение, вьющийся кустарник с длинными побегами, которые могут достигать более 15 м в длину. Молодое растение почти полностью покрыто пушистыми волосками, взрослое — почти без волосков.
Листья овальные, ромбовидные или широкоовальные, морщинистые, к концу заострённые. У молодых растений мукуны жгучей обе стороны листьев опушены. Черешки листьев длиной 2—3 мм. Прилистники около 5 мм длиной.
Соцветие — повислая кисть длиной от 15 до 32 см. Цветки длиной от 2,5 до 5 мм, располагаются перпендикулярно оси соцветия, с прицветными листочками длиной около 12,5 мм. Чашечки колокольчатые шелковистые, 7,5—9 мм. Чашелистики белые, бледно-лиловые или фиолетовые. Лодочка длиной 1,5 мм, вёсла 2,5—3,8 см.
На стадии созревания плодов их длина 4—13 см, ширина 1—2 см. Плод содержит до семи семян. Семена блестящие чёрные или коричневые, плоские эллипсоидные, длиной 1,0—1,9 см, шириной 0,8—1,3 см и толщиной 4—6,5 см, снаружи покрыты острыми, как иглы, оранжевыми волосками, содержащими мукунин и серотонин, при контакте с кожей могут вызвать сильное раздражение, зуд, волдыри и дерматиты. Вес 100 семян от 55 до 85 г.

## Токсикология
Растение при касании вызывает раздражения и зуд, поскольку содержит основные активные вещества: галловая кислота, глюкозид, алкалоиды: мукунин, мукунадин (Mucunadin), пруриенин (Prurienin), пруриенадин (Prurienidin), никотин и ещё 5 алкалоидов.
Симптомы интоксикации: пруриенин заставляет лягушек замедлять работу сердца, расширять кровеносные сосуды, понижать кровяное давление и стимулировать перистальтику кишечника, снижая кровяное давление за счёт высвобождения гистамина (а также пруриенидина). Основания индола вызывают спазмолиз гладких мышц; 5-метокси-N, N-диметилтриптамин и 5-оксииндол-3-аллиламины вызывают нервно-мышечную блокировку (а также 3-алкиламин) и у собак тяжёлое угнетение дыхания, бронхоспазм и гипотензию; после повторных приёмов возникает привыкание.
Волоски, выстилающие семенные коробочки и небольшой спикул на листьях, содержат 5-гидрокситриптамин (серотонин), который вызывает сильный зуд при их касании. Чашечки цветов также являются источником зуда. Нестерпимый зуд появляется после касания растения и через 5-10 минут появляются эритема и маленькие точечные папулы отёчного характера, такие как Lipachen urtricatus или Крапивница (Urticaria papulosa). Обычно при касании возникает сыпь; иногда среди рабочих, которые работают в полях сахарного тростника.
Спикулы и жалящие волоски на внешней стороне семенных коробочек используются для порошка против зуда. Вода не применяется для смывания токсина, она лишь распространяет вещество, вызывающее зуд. Кроме того, расцарапывания зудящих участков приводит к распространению руками химиката на все другие области тела. Как только происходит контакт с растением, то, как правило, появляется желание поцарапать энергично и бесконтрольно поражённый участок, и по этой причине местное население в северном Мозамбике называют эту фасоль «бешеные бобы» (feijões malucos). Они используют сырьё нерафинированного влажного табака для лечения зуда. В Индии применяют коровий навоз как очень эффективное средство для лечения зуда, вызванного спикулой этой травы.
Активным жаропонижающим веществом является протеолитический фермент муцинаин (Mucunain).

## Использование
Во многих частях мира Mucuna pruriens используется в качестве фуража — важного растительного корма для животных в животноводстве. На вспаханных полях — парах — высаживается как бобовая культура для обогащения почвы азотом для лучшего севооборота и сидеральных культур.
Мукуна жгучая используется в странах Бенин и Вьетнам в качестве биологического контроля сорняка Императа цилиндрическая. Мукуна жгучая не была инвазивной на культивированных землях, однако растение стало инвазивным с культивацией земель Южной Флориды, где её частые вторжения нарушали современную среду обитания земель Рокленд хаммок.

### В животноводстве
Мукуна жгучая широко распространена как тропическое растение для изготовления комбикорма. Растение заготавливают животным как силос, сушат сено или семена. Силос содержит 11-23 % сырого протеина, 35-40 % сырой клетчатки, также сушёные бобы содержат 20-35 % сырого протеина.

### В продовольствии

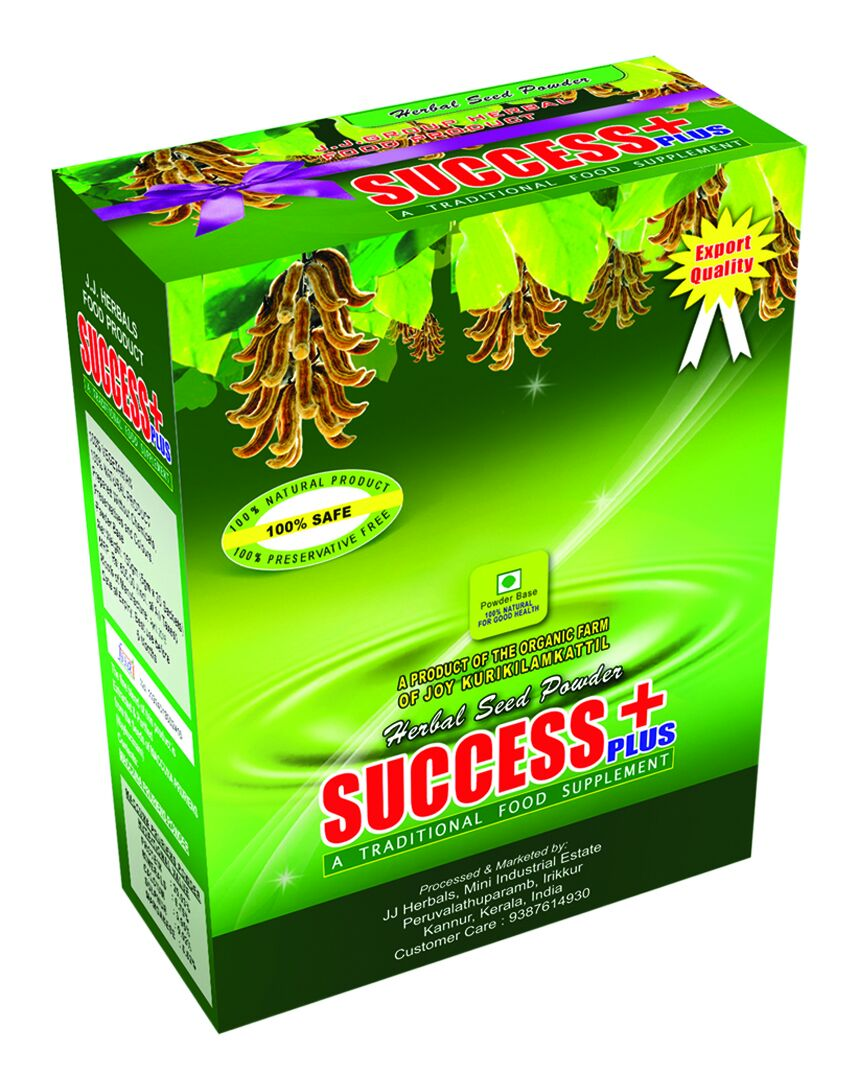
Найикурана париппу порошок (Mucuna Pruriens).

Мукуна жгучая используется в качестве продовольственной культуры. Её используют в качестве заменителя кофе, напиток называется «Nescafe» (не путать с коммерческой торговой маркой растворимого кофе Nescafé компании Nestlé). Приготовленные свежие побеги или бобы также съедобны, если их вымачивать от 30 минут до 48 часов, меняя воду несколько раз до приготовления еды. Описанный процесс вымывает фитохимические соединения, такие как леводопа, что делает продукт съедобным. При употреблении в больших количествах необработанная мукуна жгучая токсична как для жвачных млекопитающих, так и для человека.
В Индонезии, в частности на Яве, бобы употребляются в пищу и широко известны как «бенгуки». Бобы также могут быть подвергнуты ферментации с образованием пищи, аналогичной темпе и известной как «бенгук темпе» или «темпе бенгук».

### В спорте
Применяется в виде пищевых биологически активных добавок (БАД) для спортсменов, обычно порошка или таблеток. В БАДах мукуна жгучая используется из-за высокого уровня содержания аминокислоты L-ДОФА, которая помогает снизить уровень холестерина и уровень сахара в крови.
Экстракт мукуны повышает половое влечение, однако изолированный эффект имеет слабое воздействие и может быть полезен лишь в комплексе с другими препаратами. Мукуна жгучая усиливает природную секрецию тестостерона, попутно повышая производства HGH (гормон роста человека), что способствует построению мышечной массы и уменьшению жировой ткани. Синергическое действие обоих гормонов гарантирует ускорение мышечного роста, а также разрушает лишние жировые отложения.

### В медицине
Семена мукуны жгучей использовали для лечения многих нарушений в Tibb-e-Unani (унани-медицина), в традиционной медицине индо-пакистанского субконтинента.
Растение и его экстракты давно используются в родовых общинах в качестве противоядия от змеиных укусов. Исследования показали наличие потенциала его использования для лечения укусов настоящих кобр, эф, гладких щитомордников и крайтов.
Мукуна жгучая используется для лечения депрессии, нервных расстройств, улучшения умственной активности и в качестве лечебного препарата в борьбе с болезнью Паркинсона, также в качестве афродизиака для повышения либидо у мужчин и женщин, и может помочь с эректильной дисфункцией. Высушенные листья мукуны жгучей иногда курили, они используются в сиддха-медицине, а также в аюрведической индийской медицине для лечения различных заболеваний.
В Индии, Западной Африке и Центральной Америке мукуна жгучая является популярным лекарственным средством. Стручки растирают в порошок, смешивают с мёдом и используют как глистогонное средство, также является мочегонным средством, повышает прочность тканей и улучшает координацию.

#### Медицинские исследования
Мукуна жгучая содержит L-дофа — предшественник нейромедиатора дофамина. Препараты из порошка семян были изучены на предмет возможности лечения болезни Паркинсона.
В больших количествах (доза 30 г), было показано, что мукуна жгучая может быть столь же эффективной, как чистая леводопа/карбидопа в лечении болезни Паркинсона, но нет данных о долгосрочной эффективности и переносимости.

### В фармакологии
В дополнение к леводопе, мукуна жгучая содержит незначительное количество серотонина (5-гидрокситриптофан), никотина, диметилтриптамина, буфотенина и 5-MeO-DMT. В совокупности все эти вещества потенциально могут иметь психоделические эффекты.
Зрелые семена растения содержат около 3.1-6.1 % L-ДОФА, с незначительным количеством серотонина, никотина, DMT-n-oxide, буфотенина, 5-MeO-DMT-n-oxide, и бета-карболина. В одном исследовании с использованием 36 образцов семян триптамины не были найдены.
Листья содержат около 0,5 % L-ДОФА, 0,006 % диметилтриптамина (DMT), 0,0025 % 5-MeO-DMT и 0,003 % DMT-n-oxide.
Спиртовой экстракт листьев мукуны жгучей обладает антикаталептическим и противоэпилептическим действием на белых мышей. Дофамин и серотонин может играть в этом определённую роль.

## Химический состав

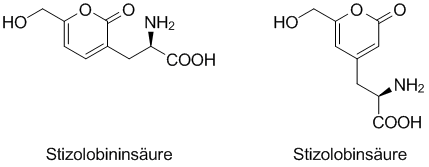
Стизолобинин и стизолобиновая кислота

В проростках растения были обнаружены небелиногенные аминокислоты стизолобинин и стизолобининовая кислота, которые были названы в честь устаревшего научного названия растения (Stizolobium hassjoo Piper & Tracy).
Эти два соединения были исключением Juckbohnenkeimlingen в Pantherpilz (Мухомор пантерный) и других грибов рода Мухомор и Clitocybe (Говорушка). Стизолобиновая кислота является конкурентным антагонистом AMPA-рецептора.

## Номенклатура и таксономия
Mucuna pruriens (L.) DC., Prodromus Systematis Naturalis Regni Vegetabilis 2: 405. 1825.

### Подвиды
- Mucuna pruriens subsp. deeringiana (Bort) Hanelt
- Mucuna pruriens subsp. pruriens[2]

### Разновидности
- Mucuna pruriens var. hirsuta (Wight & Arn.) Уилмот-Дир (англ. Wilmot-Dear)[34]
- Mucuna pruriens var. pruriens (L.) DC.[35]
- Mucuna pruriens var. sericophylla[34]
- Mucuna pruriens var. utilis (Wall. ex Wight) L. H. Bailey является не жгучим видом, растущим в Гондурасе[36].

### Синонимы
| Синонимы M. pruriens, M. pruriens subsp. pruriens и M. pruriens var. pruriens: - Carpopogon atropurpureum Roxb. Может также относиться к M. atropurpurea - Carpogon capitatus Roxb. - Carpogon niveus Roxb. - Dolichos pruriens L. - Marcanthus cochinchinense Lour. - Mucuna atropurpurea sensu auct. non (Roxb.) Wight & Arn. M. atropurpurea (Roxb.) Wight & Arn. is a valid species - Mucuna axillaris Baker - Mucuna bernieriana Baill. - Mucuna cochinchinense (Lour.) A. Chev. - Mucuna cochinchinensis (Lour.) A. Chev. - Mucuna esquirolii H. Lev. - Mucuna luzoniensis Merr. - Mucuna lyonii Merr. - Mucuna minima Haines - Mucuna nivea (Roxb.) DC. - Mucuna prurita Hook. - Mucuna velutina Hassk. - Negretia mitis Blanco - Mucuna prurita (L.) Hook. - Stizolobium atropurpureum (Roxb.) Kuntze Может также относиться к M. atropurpurea - Stizolobium capitatum (Roxb.) Kuntze - Stizolobium cochinchinense (Lour.) Burk - Stizolobium niveum (Roxb.) Kuntze - Stizolobium pruritum (Wight) Piper - Stizolobium velutinum (Hassk.) Piper & Tracy | Синонимы от M. pruriens var. hirsuta: - Mucuna hirsuta Wight & Arn. Синонимы от M. pruriens var. sericophylla: - Mucuna sericophylla Perkins Синонимы от M. pruriens var. utilis: - Carpopogon capitatum Roxb. - Carpopogon niveum Roxb. - Macranthus cochinchinensis Lour. - Mucuna aterrima (Piper & Tracy) Holland - Mucuna atrocarpa F.P. Metcalf - Mucuna capitata Wight & Arn. - Mucuna deeringiana (Bort) Merr. - Mucuna hassjoo (Piper & Tracy) Mansf. - Mucuna martinii H. Lev. & Vaniot - Mucuna nivea (Roxb.) Wight & Arn. - Mucuna pruriens var. capitata Burck - Mucuna pruriens var. capitata (Wight & Arn.) Burck - Mucuna pruriens var. nivea (Roxb.) Haines - Mucuna utilis Wight - Stizolobium aterrimum Piper & Tracy - Stizolobium deeringianum Bort - Stizolobium hassjoo Piper & Tracy - Stizolobium pruriens (L.) Medik. - Stizolobium pruriens var. hassjoo (Piper & Tracy) Makino - Stizolobium utile (Wall. ex Wight) Ditmer |

## Галерея

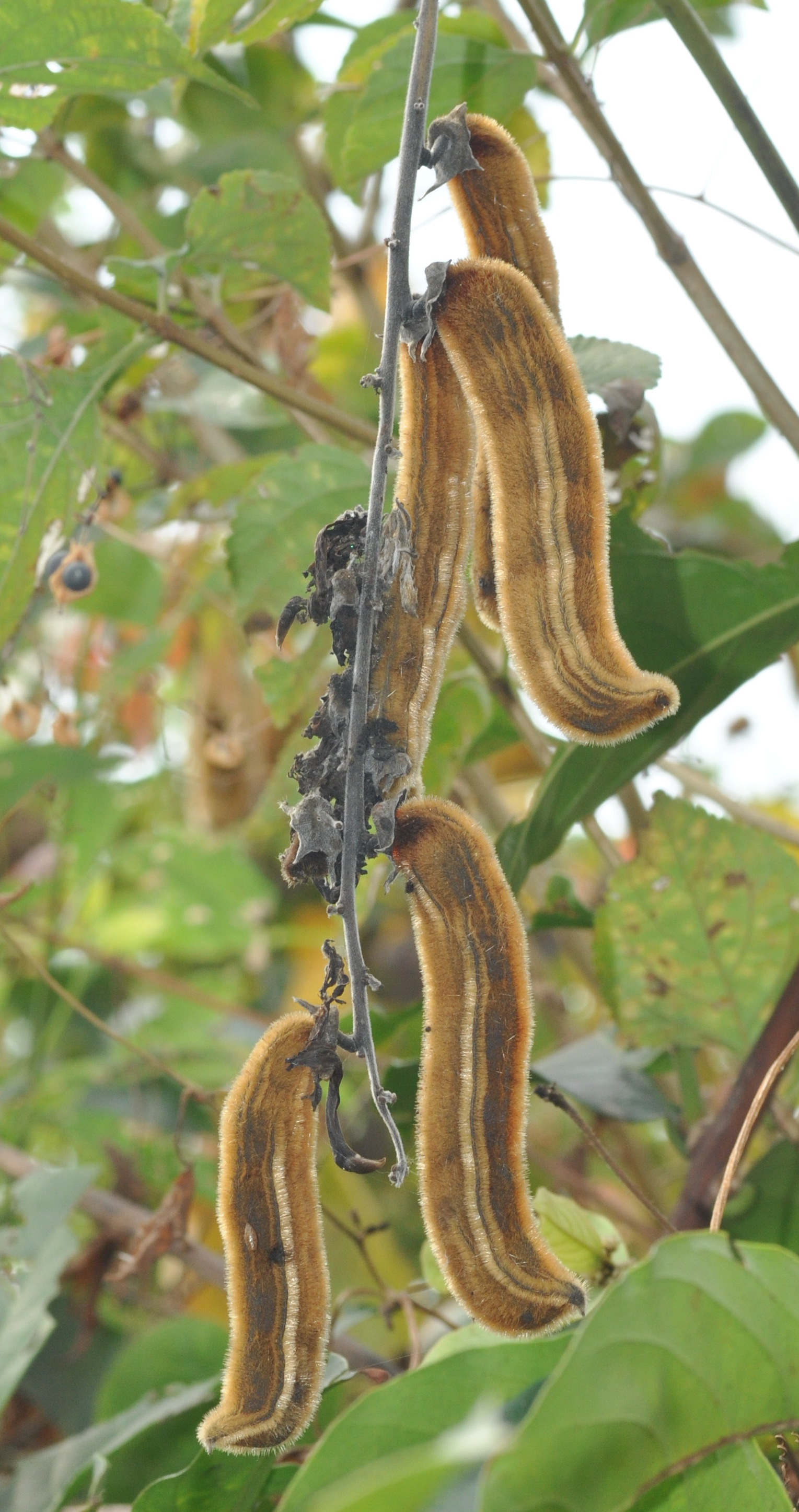
Бобы Mucuna Pruriens были взяты в Пурулии, Западная Бенгалия, Индия.
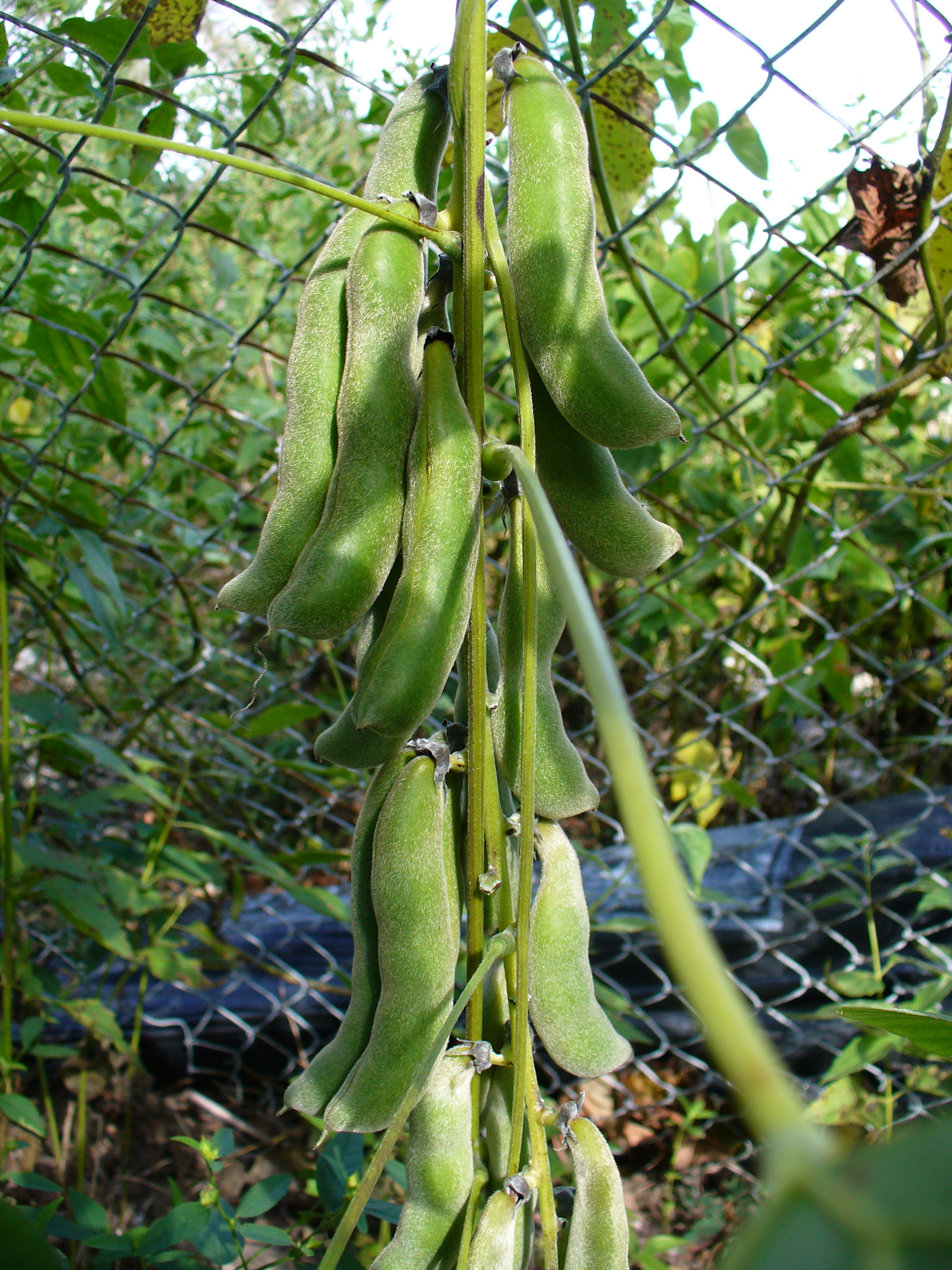
Mucuna pruriens Южный Майами, Флорида, США. Натурализованная травка. Плод покрыт раздражающими волосками.
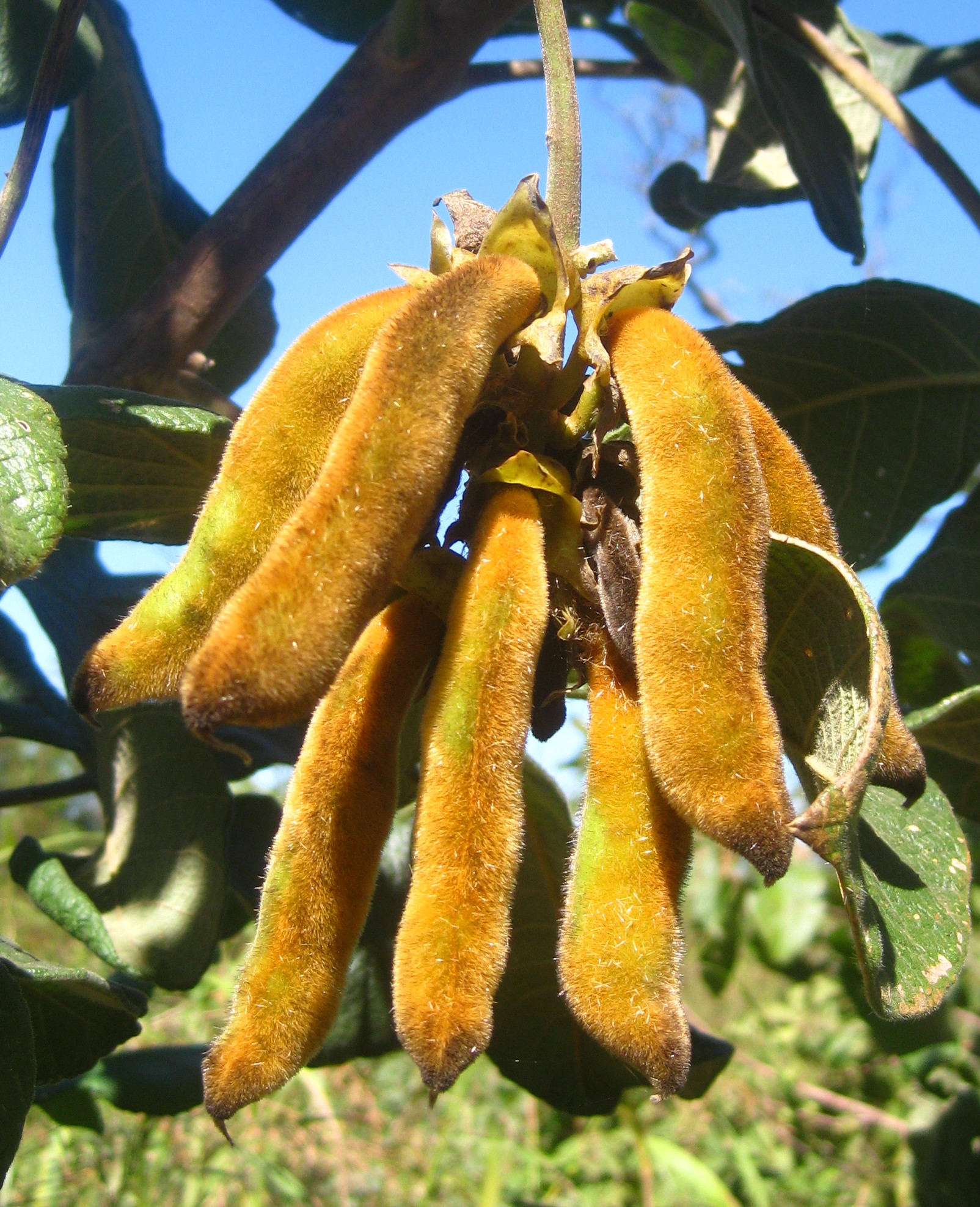
Mucuna Pruriens — бобы.
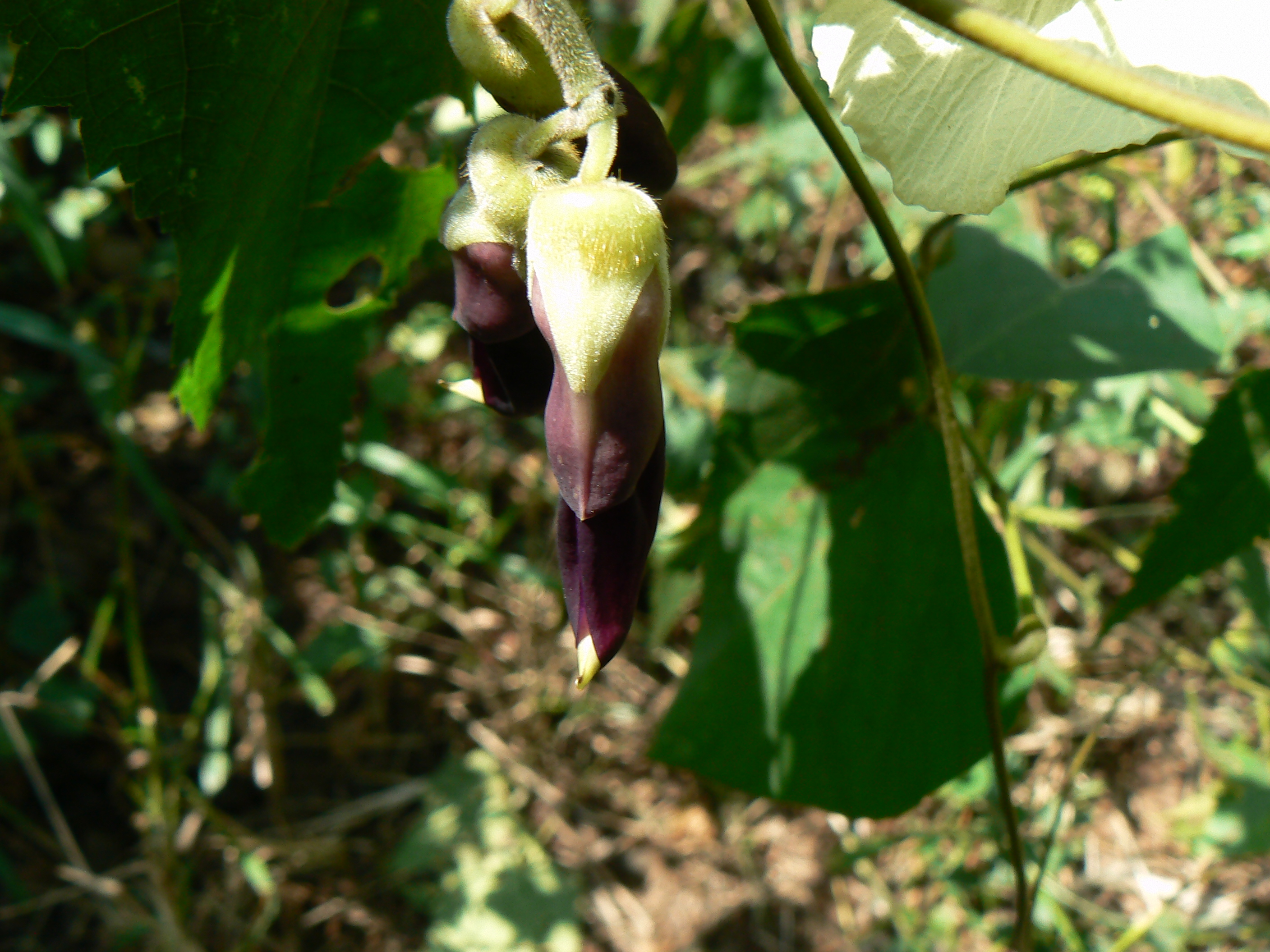
Цветки мукуны
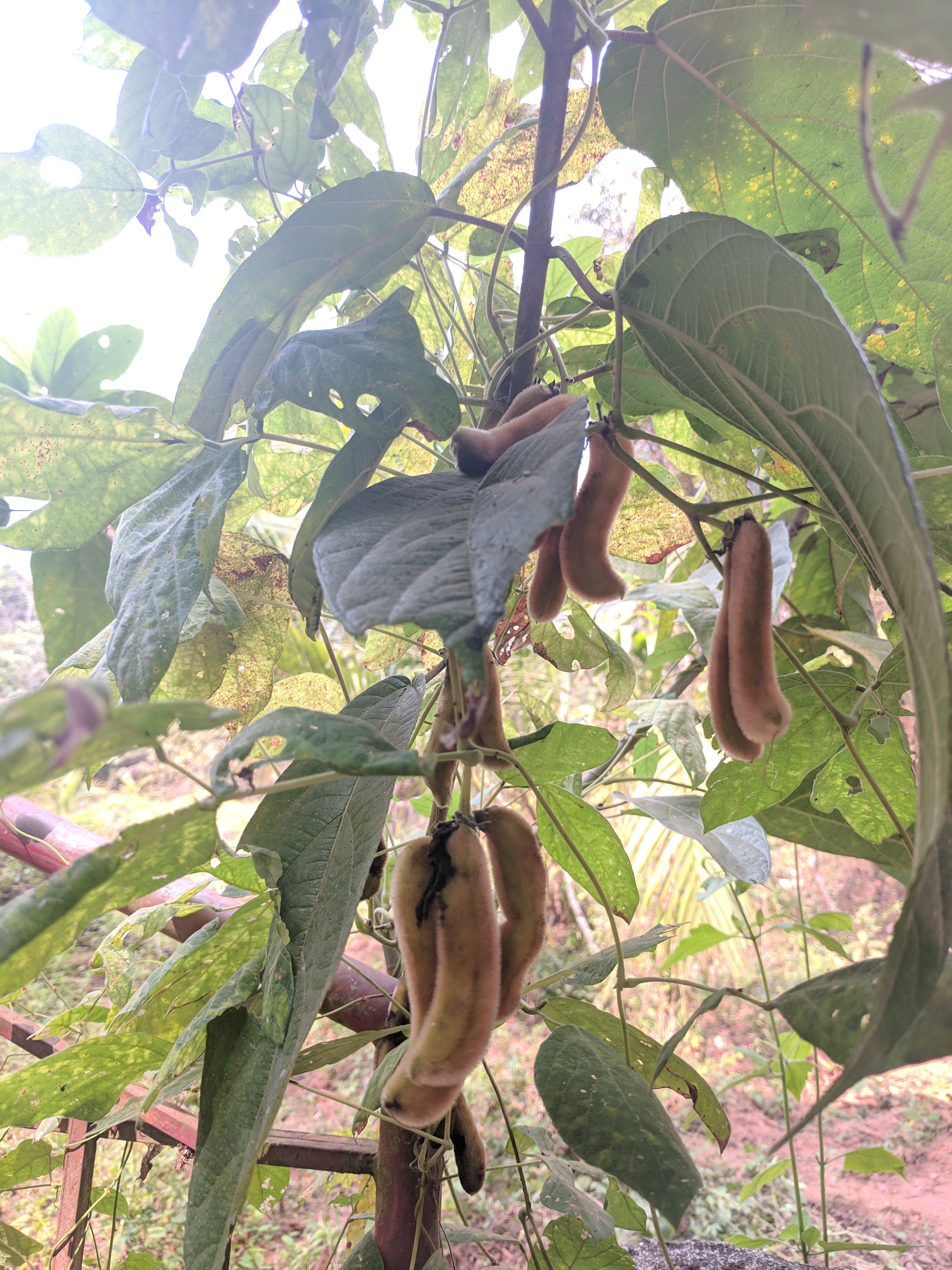
Mucuna pruriens
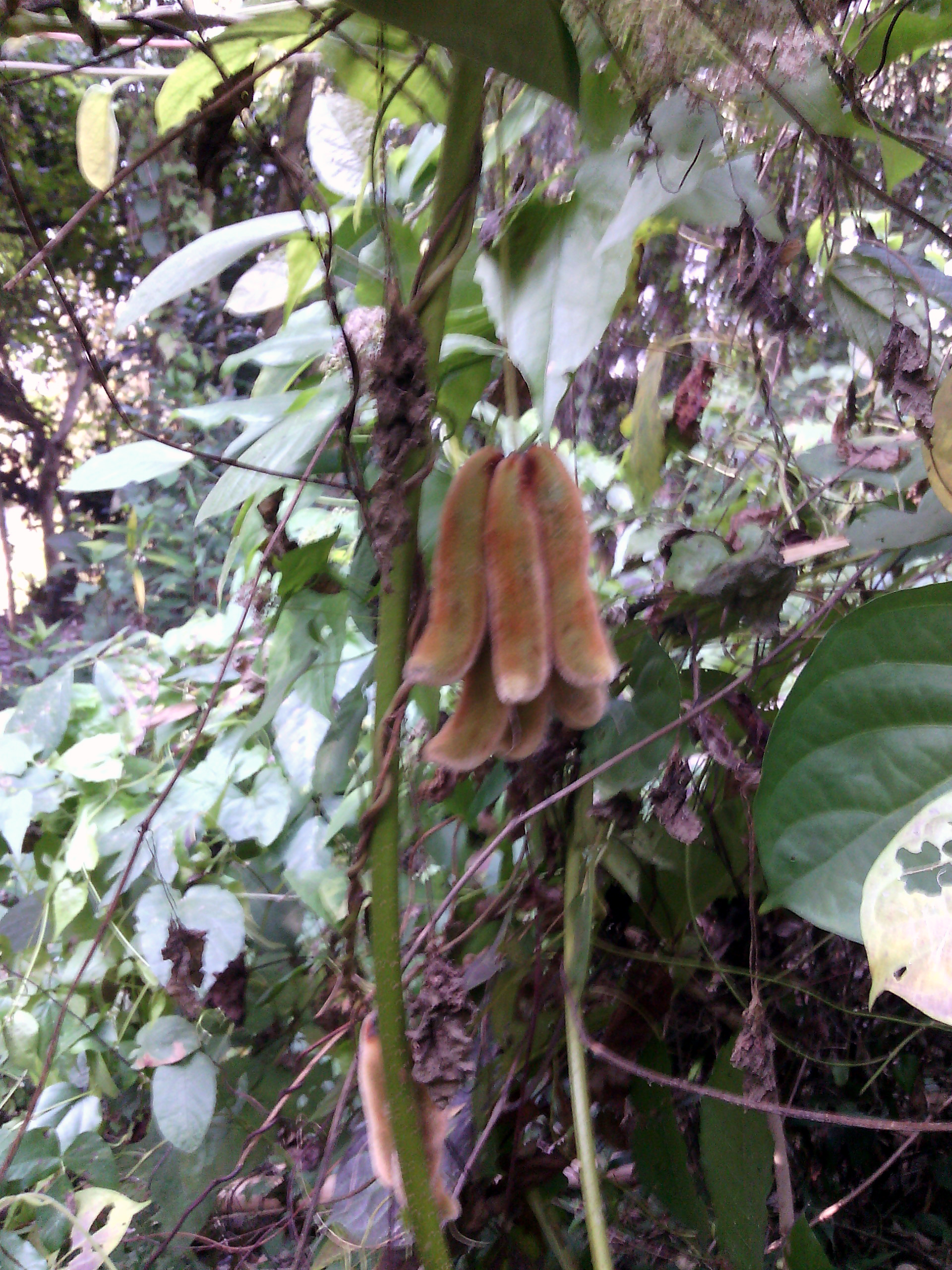
Mucuna pruriens дерево с плодами в Бангладеш.
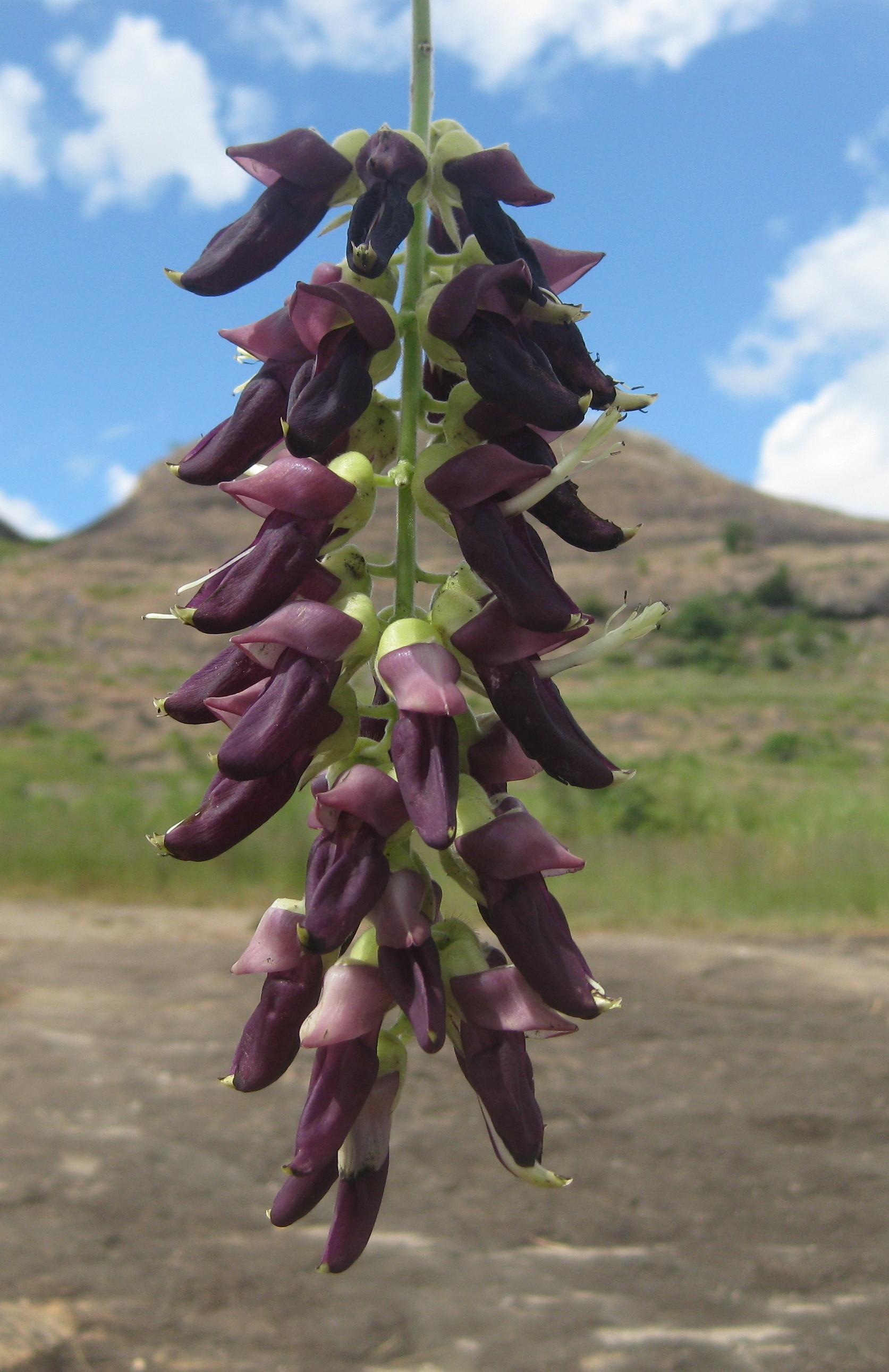
Цветы Mucuna Pruriens, дикой фасоли с ужасно зудящими волосками на растении. В Мозамбике это называют "Feijão Maluco" («сумасшедший боб») или "feijão macaco" ("боб обезьяны"). Здесь, напротив «Кабеса-ду-Велью», провинция Маника Мозамбика. Во время голода бобы мукуны иногда готовят вместо других бобов.
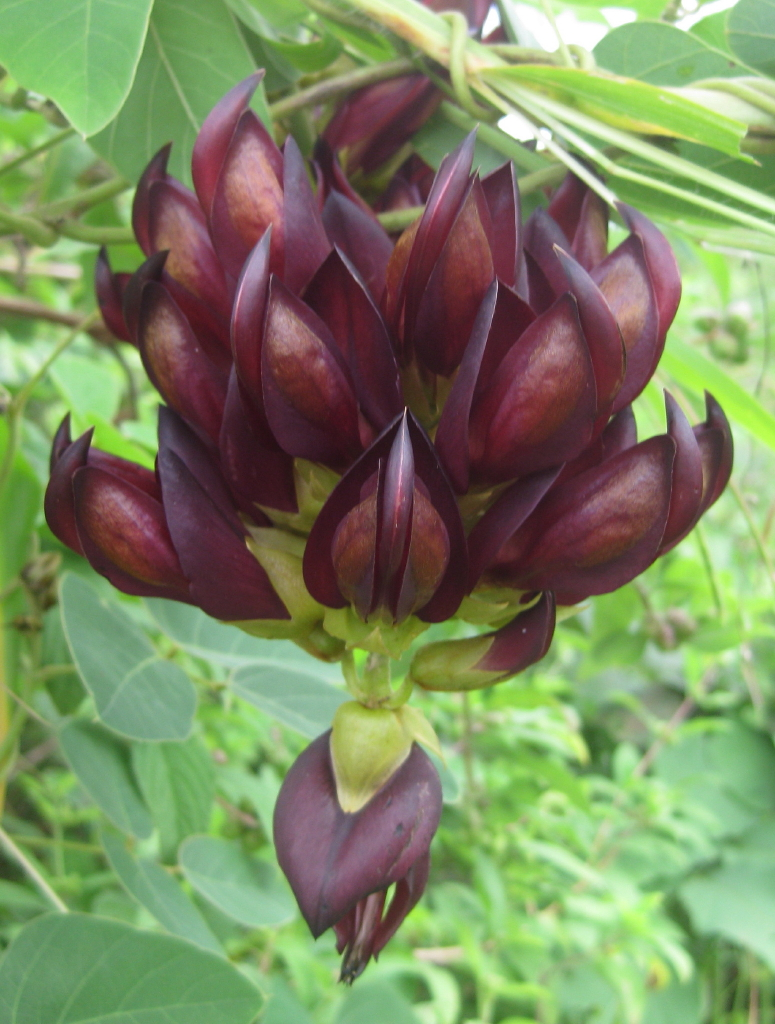
Цветы дикой Mucuna Pruriens в Макоссе (Macossa) районе Мозамбика. На спелых стручках образуются очень зудящие волоски, и именно поэтому этот сорняк называют «feijão maluco» (сумасшедший боб) или «feijão macaco» (боб обезьяны). Бобы иногда потребляют (после чрезвычайно длительной подготовки к удалению яда) во время дефицита пищи.
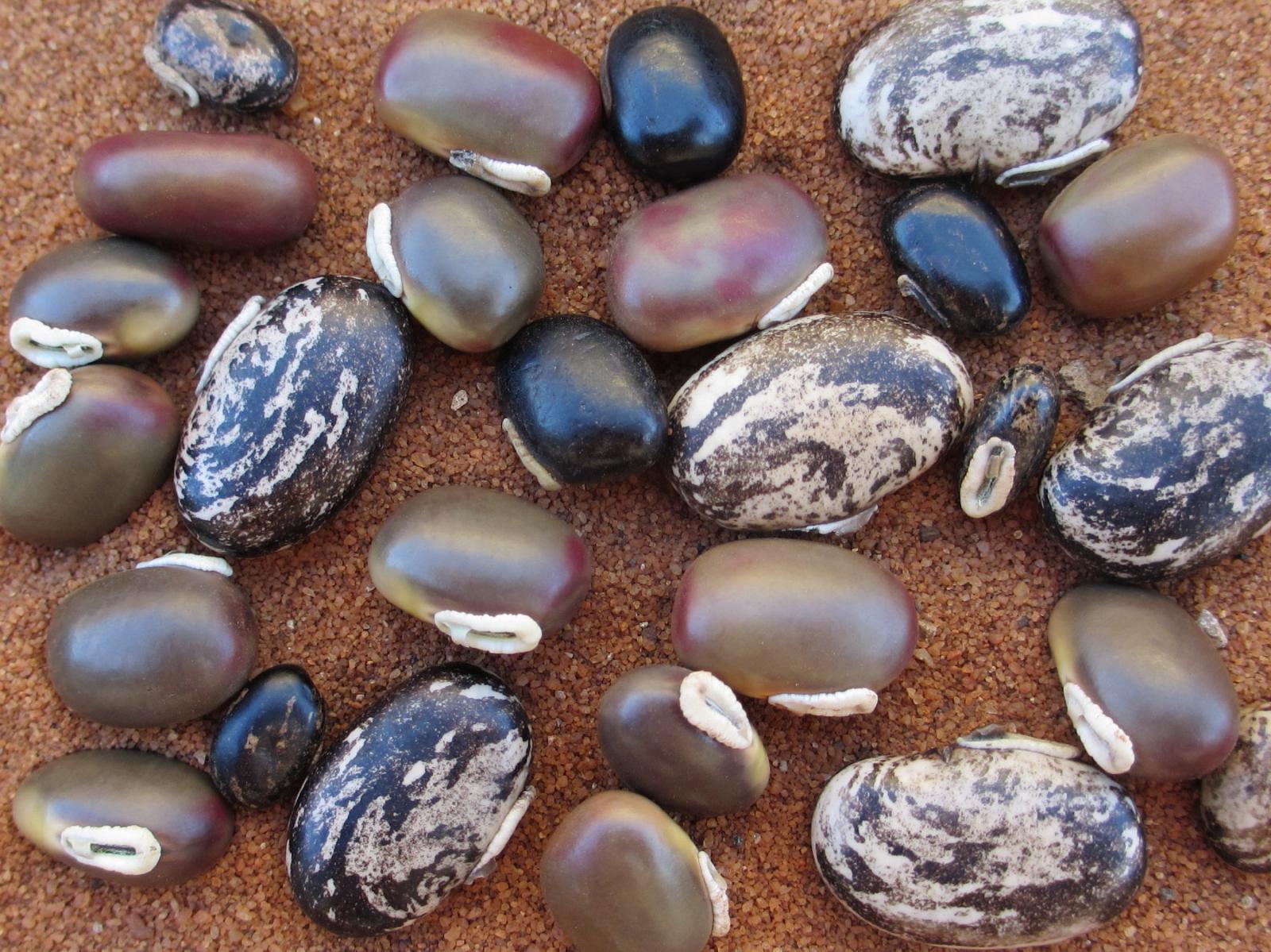
Бобы
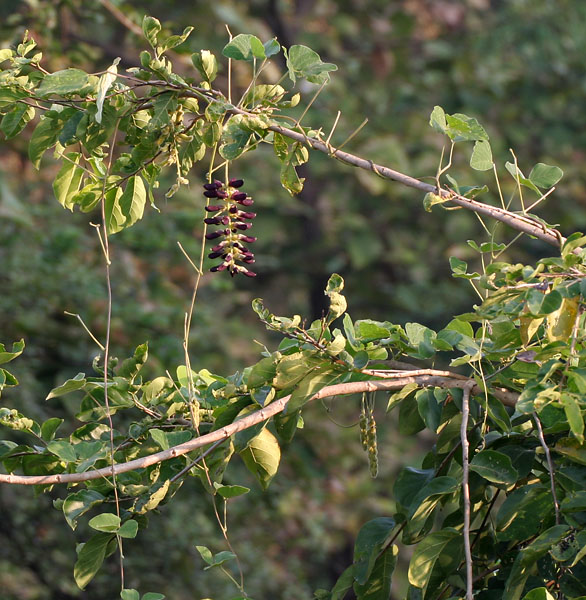
Бархатная фасоль, Cowitch, Cowhage или Konch Mucuna pruriens в заповеднике дикой природы Каваль, Андхра-Прадеш, Индия.
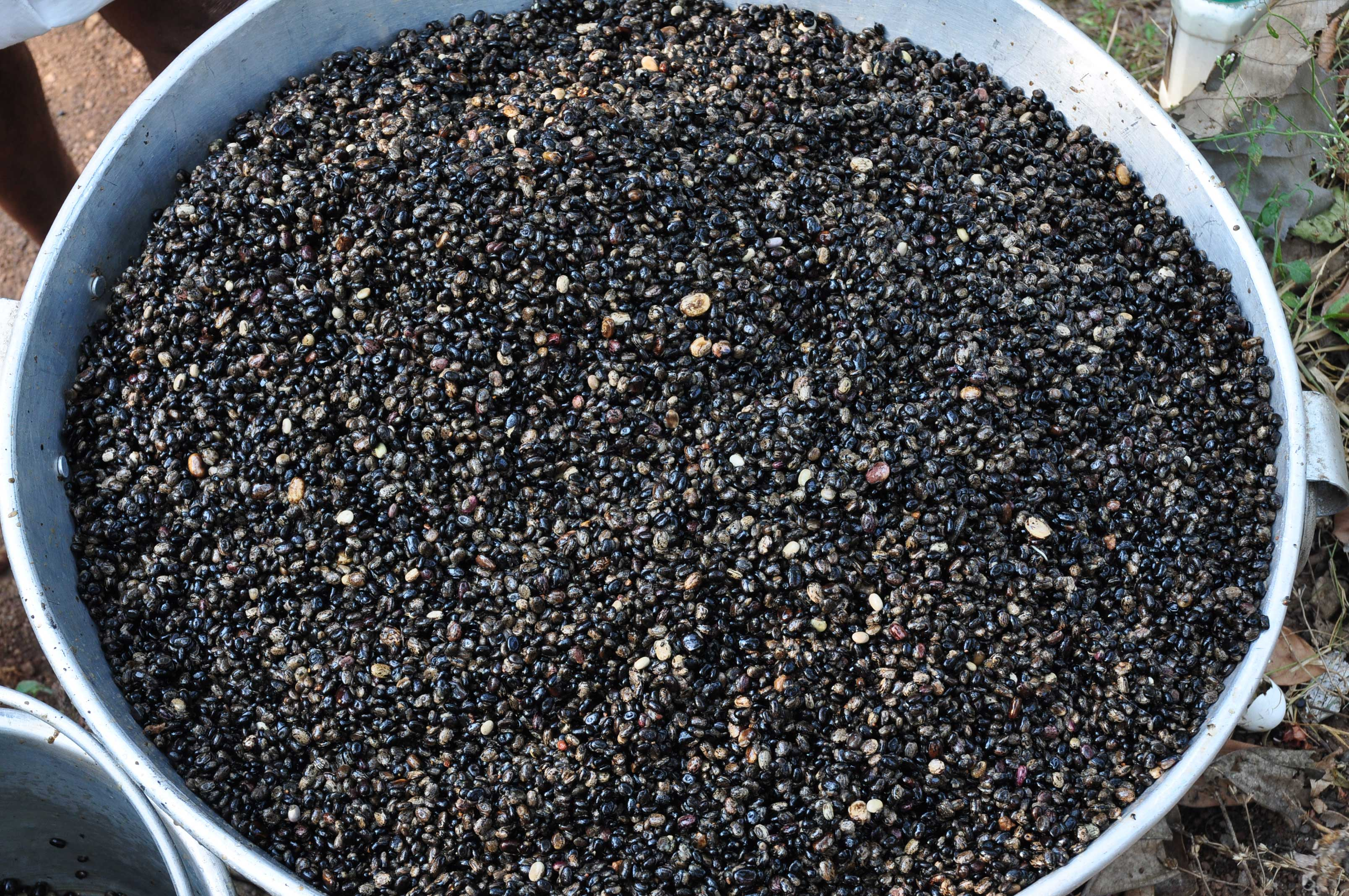
Mucuna pruriens.
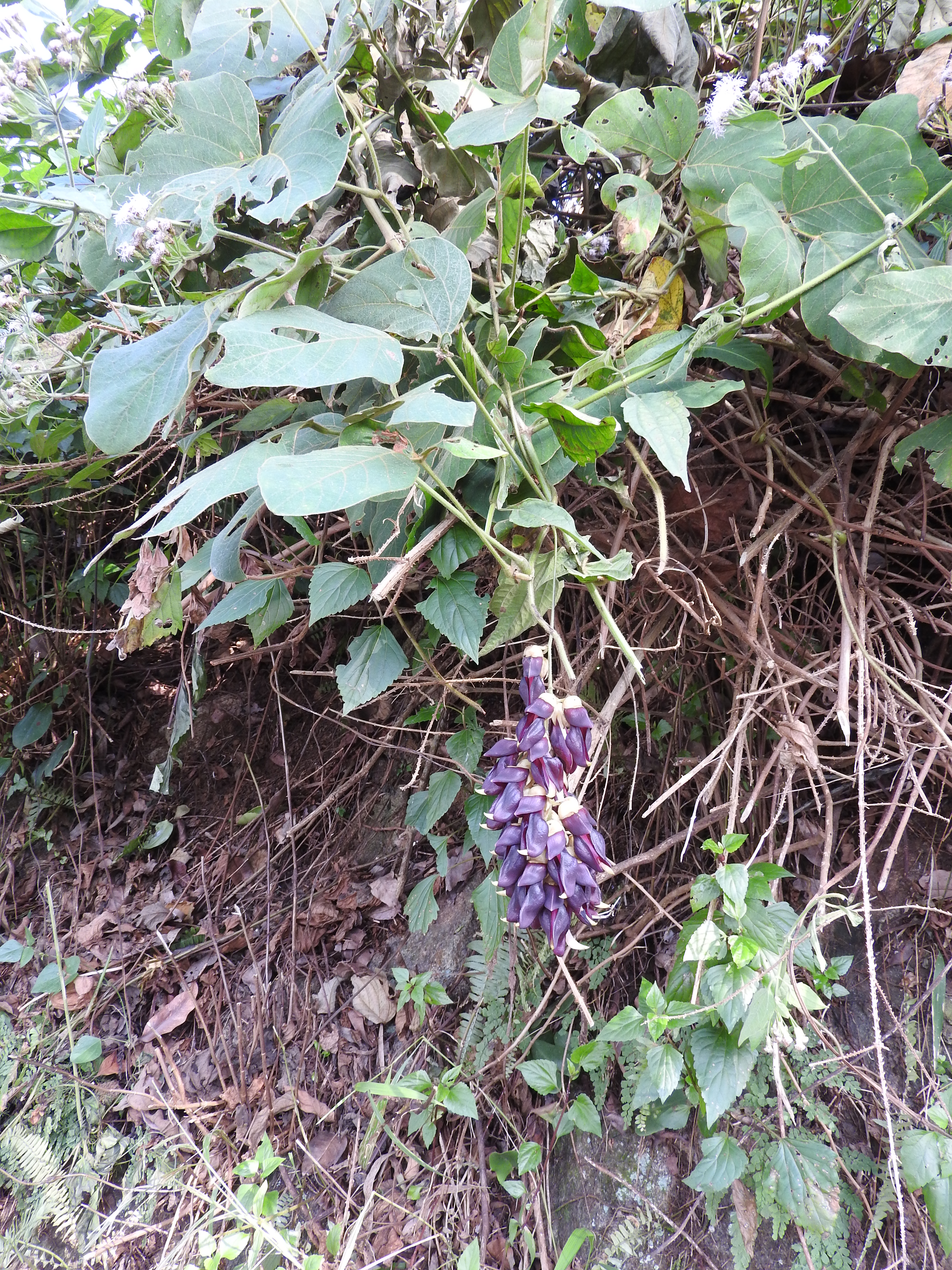
Бобовые - бархатные бобы, бенгальские бархатные бобы, альпинист, цветки тёмно-фиолетовые.
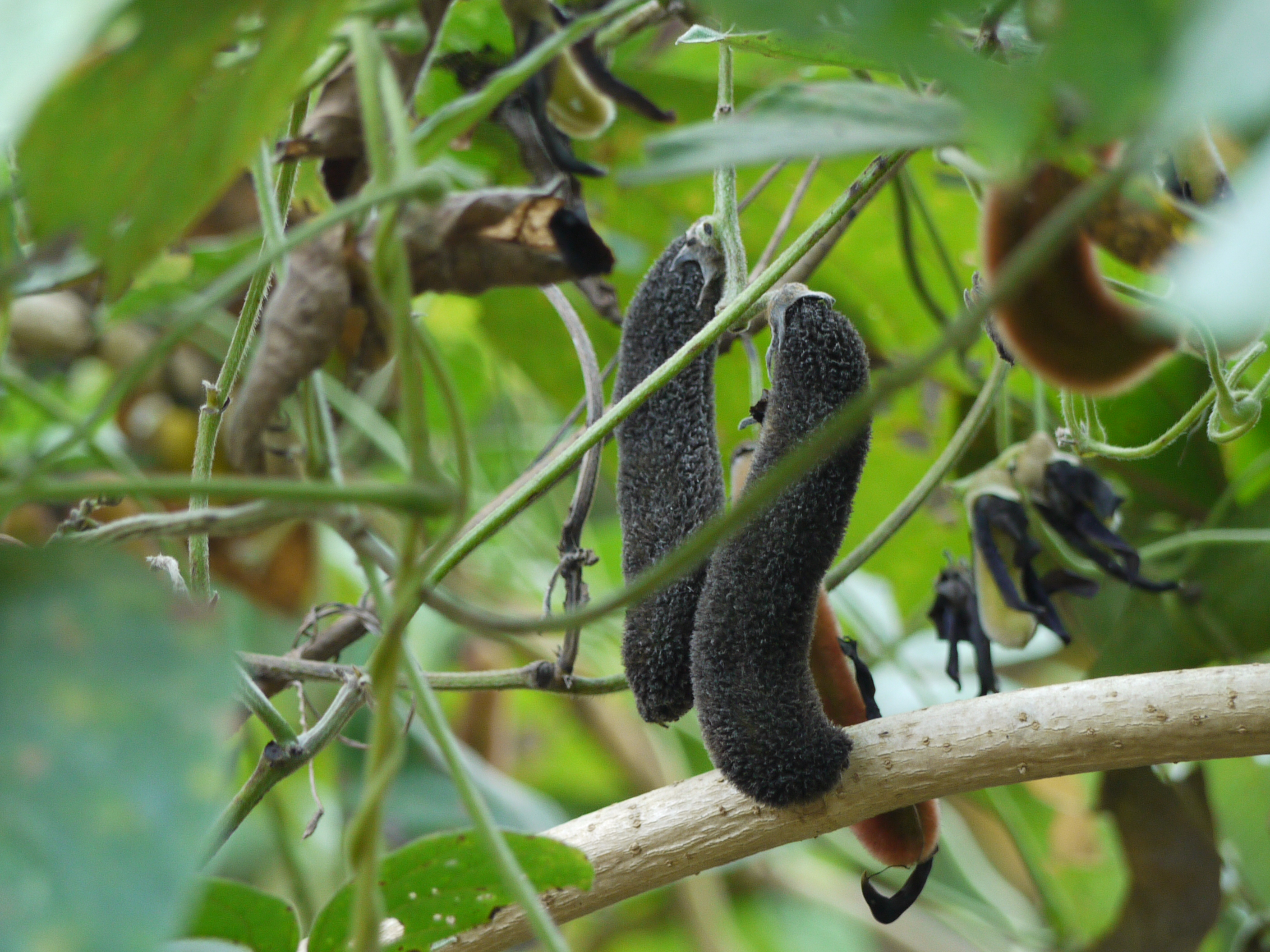
Созревшие бобы.
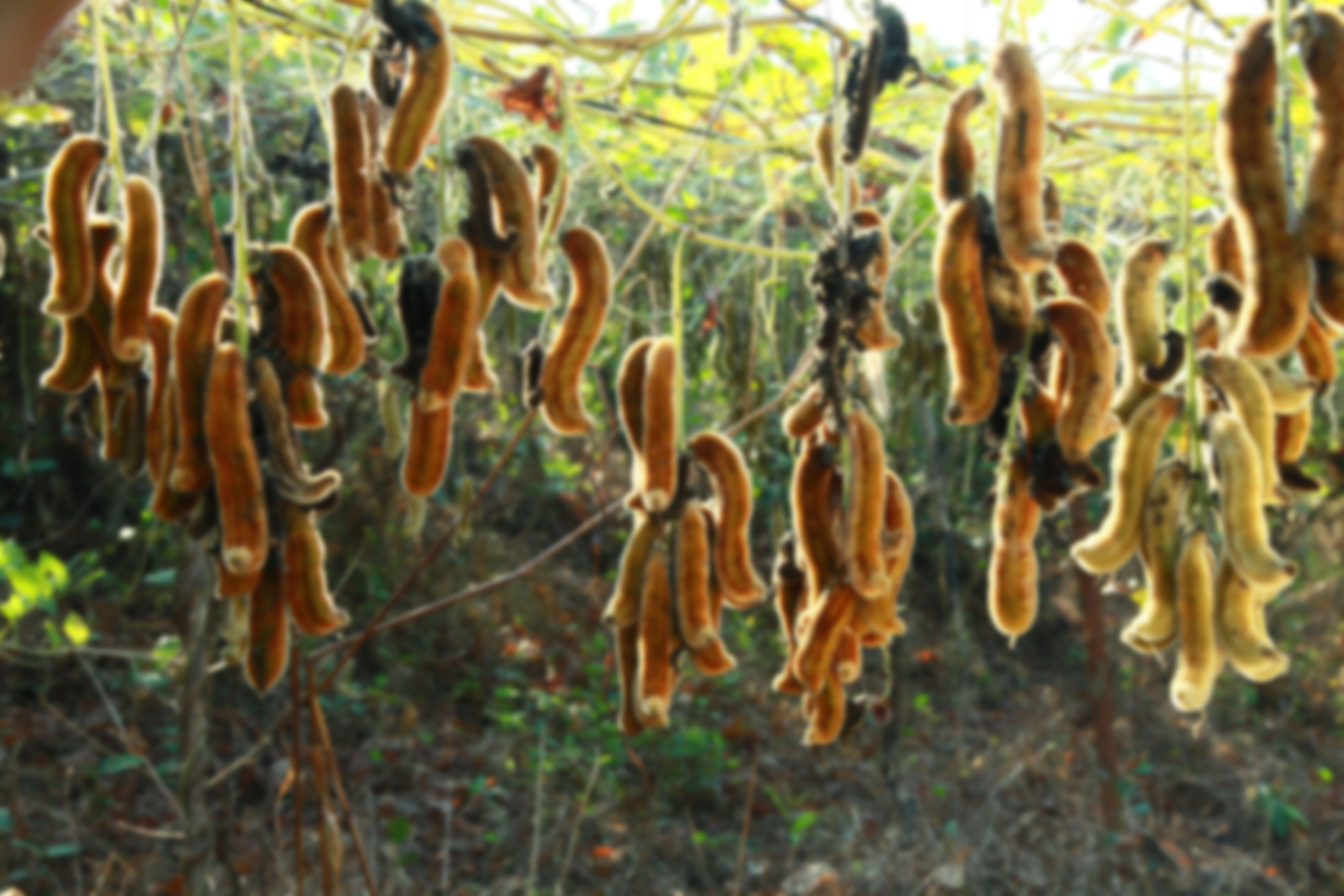
Созревшие бобы Mucuna pruriens.
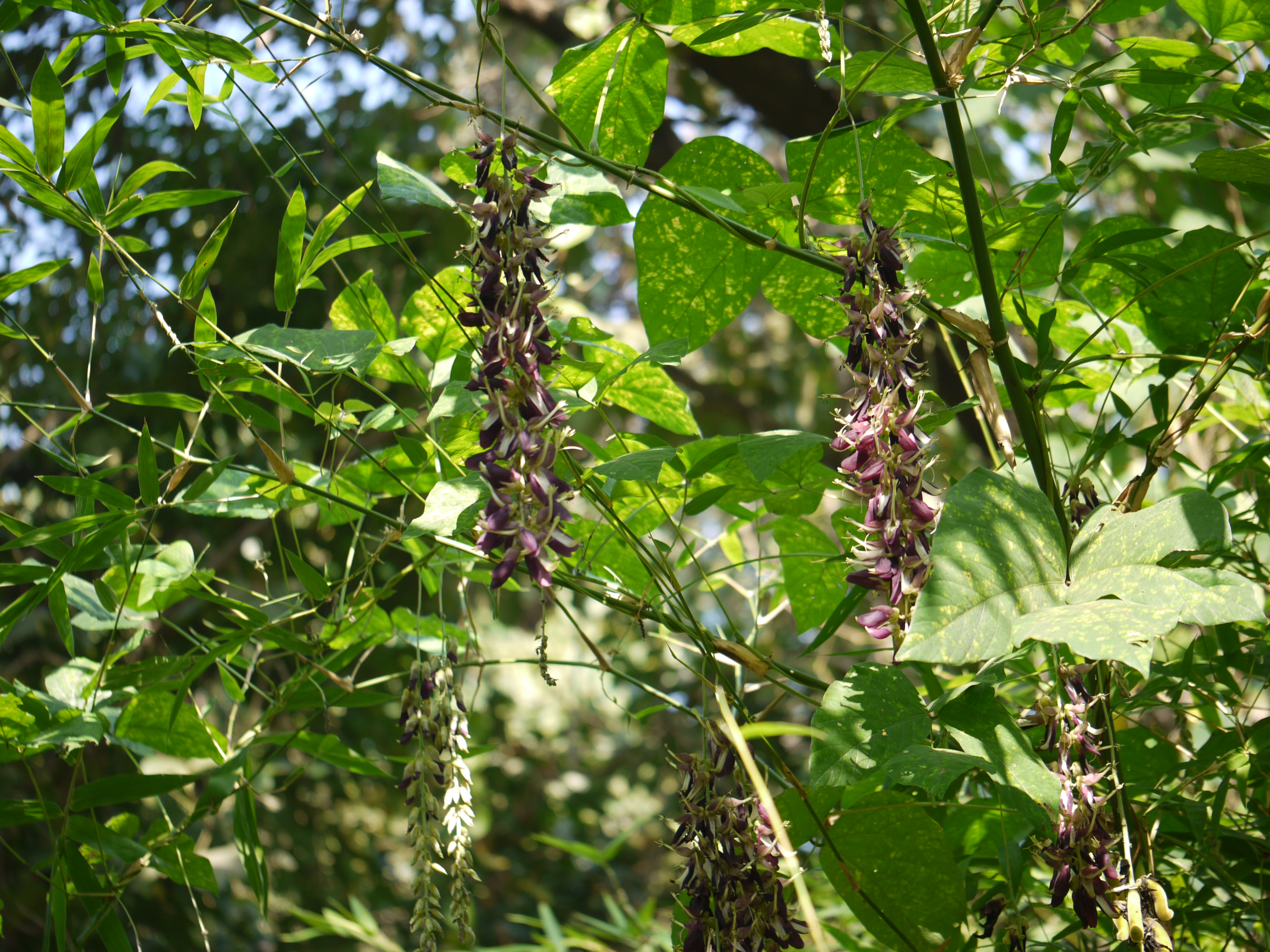
В саду Индии.